# 博地中心

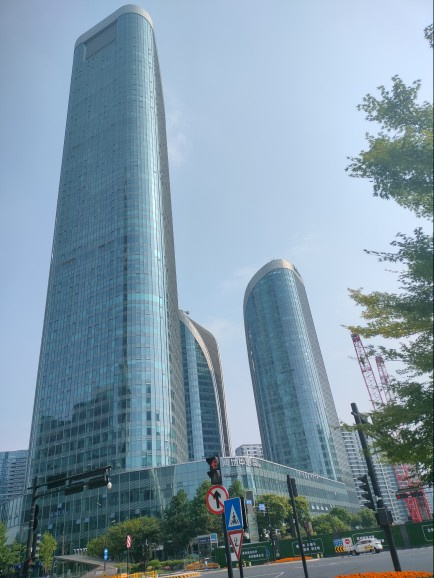
博地中心，2024年5月

博地中心是位于杭州市萧山区钱江世纪城核心区块的都市建筑综合体，毗邻杭州奥体博览城和杭州地铁2号线盈丰站。综合体由博地集团开发，Woods Bagot设计，2018年完工。其中C座高279.7公尺，曾是杭州第一高樓。

## 简介
中心占地面积22745平米，总建筑面积30万平米，由三栋超高层塔楼建筑组成，其中A楼为33层写字楼，B楼为34层写字楼+五星级酒店（丽笙酒店集团丽筠酒店，2019年5月开业，拥有186间客房和超过1000平米的宴会与会议厅），C楼为279.7米55层的超高层甲级写字楼。